# Уила (провинция)
Уи́ла (порт. Huíla) — провинция на юго-западе южно-африканского государства Ангола. Административный центр — город Лубанго. Площадь — 75 002 км².

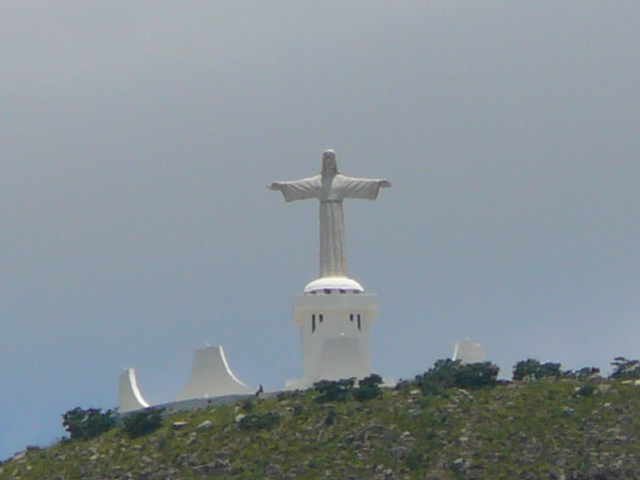
Статуя Христа в Лубанго

## География
Провинция Уила находится на юго-западе Анголы. На севере граничит с провинциями Бенгела и Уамбо, на востоке — с провинциями Бие и Квандо-Кубанго, на юге — с провинцией Кунене, на западе — с провинцией Намибе.

## Население
По данным на 2014 год численность населения провинции составляла 2 354 398 человек.
Динамика численности населения провинции по годам:
| 1995    | 2004      | 2013      | 2014      |
| ------- | --------- | --------- | --------- |
| 948 000 | 1 214 000 | 1 610 496 | 2 354 398 |

## Административное деление
В административном отношении подразделяется на 14 муниципалитетов:
- Каконда (Caconda)
- Какула (Cacula)
- Калукембе (Caluquembe)
- Шианже (Chiange)
- Шибиа (Chibia)
- Шикомба (Chicomba)
- Шипиндо (Chipindo)
- Куванго (Cuvango)
- Хумпата (Humpata)
- Жамба (Jamba)
- Лубанго (Lubango)
- Матала (Matala)
- Киленгиш (Quilengues)
- Кипунго (Quipungo)